# Ароче
Ароче (ісп. Aroche) — муніципалітет в Іспанії, у складі автономної спільноти Андалусія, у провінції Уельва. Населення — 3206 осіб (2010).

## Географія
Муніципалітет розташований на португальсько-іспанському кордоні.
Муніципалітет розташований на відстані близько 390 км на південний захід від Мадрида, 75 км на північ від Уельви.

## Історія
1267 року, за умовами Бадахоського договору між Португальським королівством та Кастильською Короною, Ароче визнавалось володінням останньої.
1297 року Ароче було визнано кастильським також за умовами Альканісеського договору між Португалією та Кастилією.

## Парафії
На території муніципалітету розташовані такі населені пункти: (дані про населення за 2010 рік)
- Лос-Андресес: 3 особи
- Ароче: 3017 осіб
- Лос-Бравос: 6 осіб
- Лас-Сефіньяс: 158 осіб
- Ла-Контьєнда: 0 осіб
- Ель-Мустіо: 0 осіб
- Ель-Пуерто: 17 осіб
- Лос-В'єхос: 5 осіб

## Демографія
Динаміка населення (INE ):

## Галерея зображень

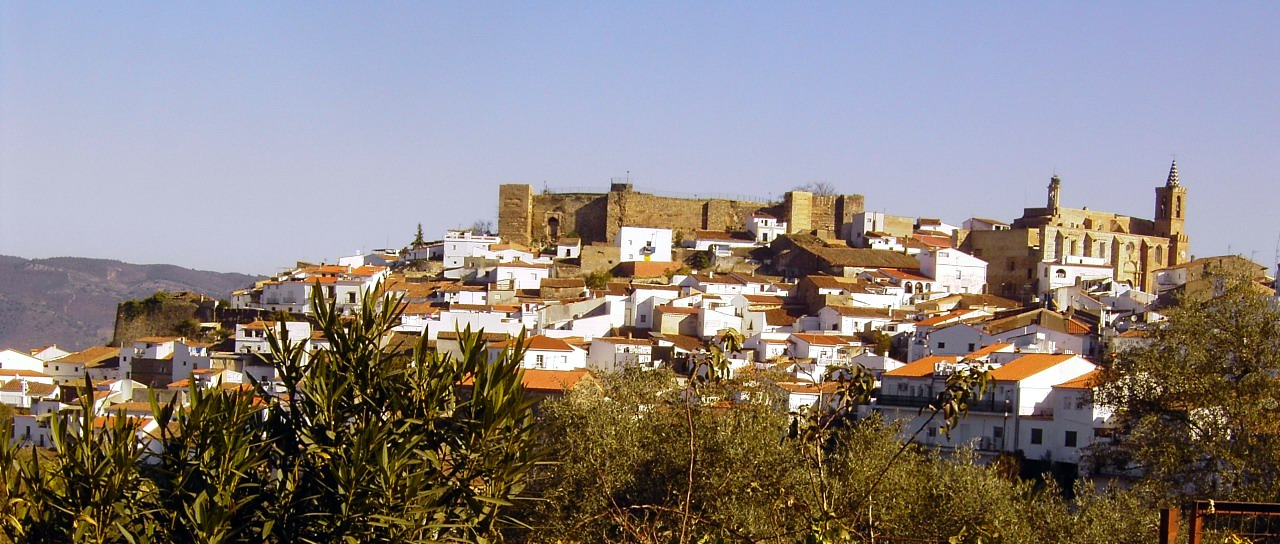
Панорама міста і замок
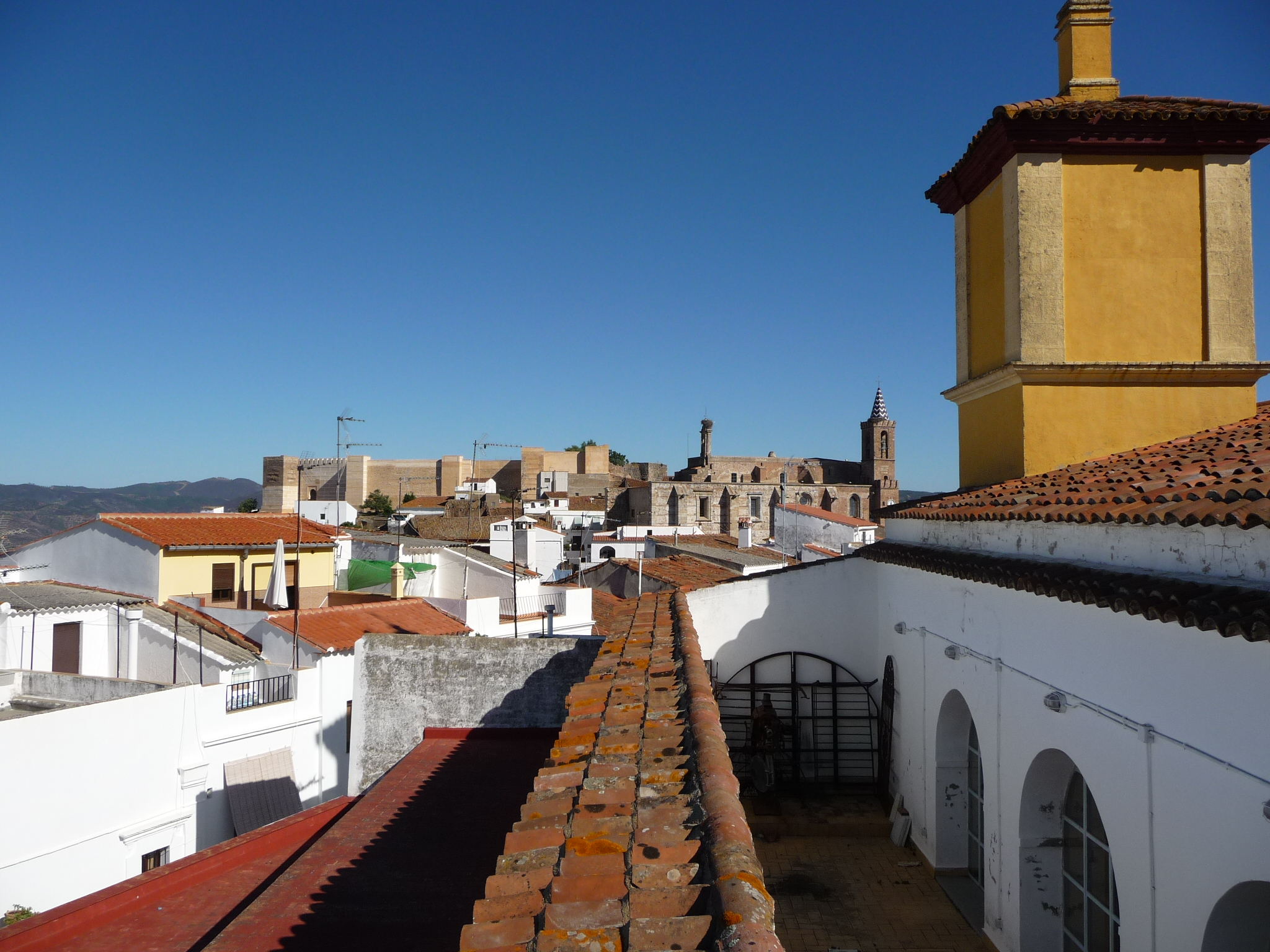
Замок